# روبرت آدمسون (شاعر)
روبرت آدمسون (بالإنجليزية: Robert Adamson)‏ هو ناشر وشاعر أسترالي، ولد في 17 مايو 1943 في سيدني في أستراليا.